# Symplectoscyphus subarticulatus
Symplectoscyphus subarticulatus is een hydroïdpoliep uit de familie Sertulariidae. De poliep komt uit het geslacht Symplectoscyphus. Symplectoscyphus subarticulatus werd in 1875 voor het eerst wetenschappelijk beschreven door Coughtrey. 